# Villa Oelßner

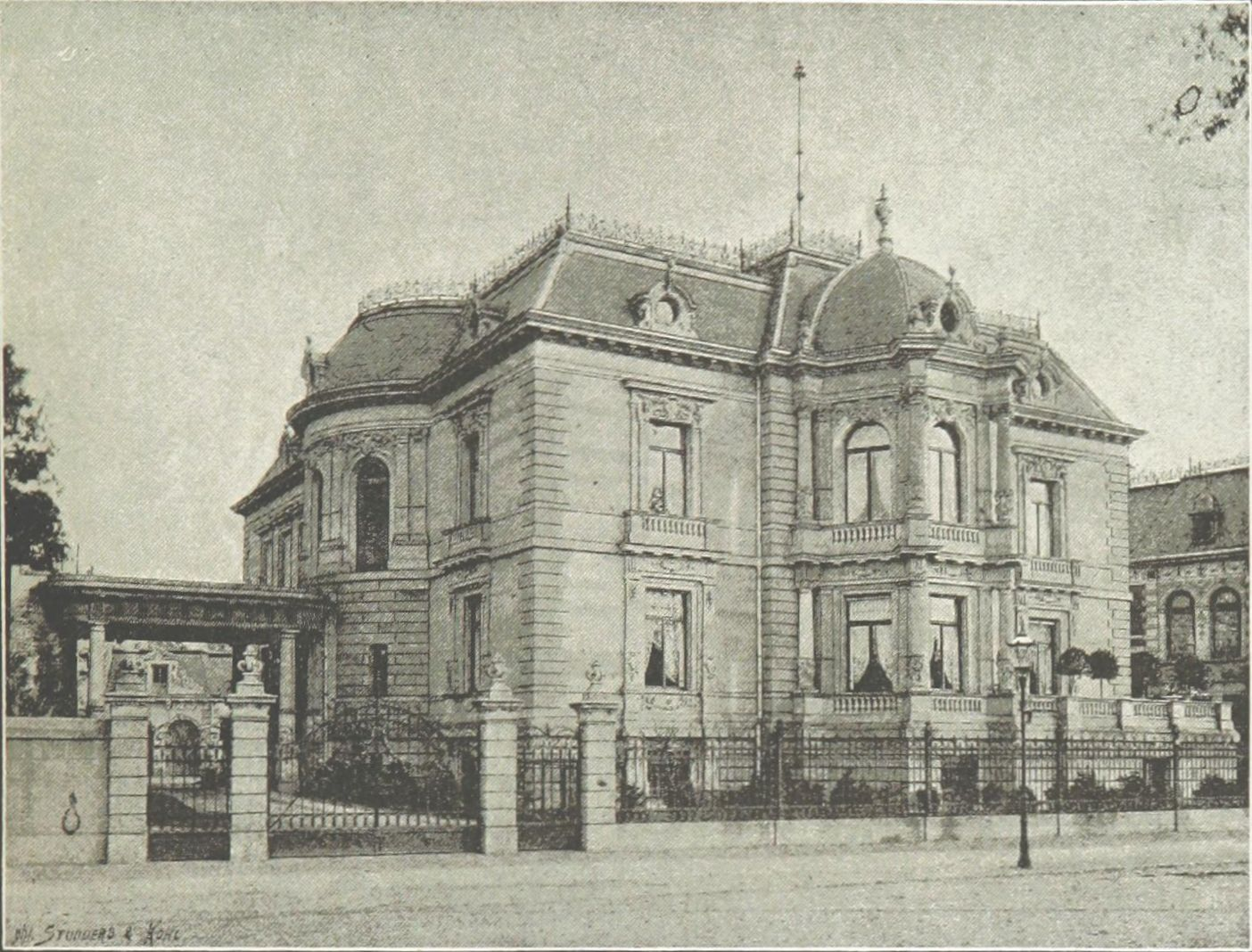
Villa Oelßner (1892)

Die Villa Oelßner war eine großbürgerliche Villa in Leipzig und Bestandteil des Villenrings entlang der Karl-Tauchnitz-Straße im Musikviertel. Das Haus wurde im Zweiten Weltkrieg bei den Luftangriffen auf Leipzig zerstört.

## Geschichte und Beschreibung

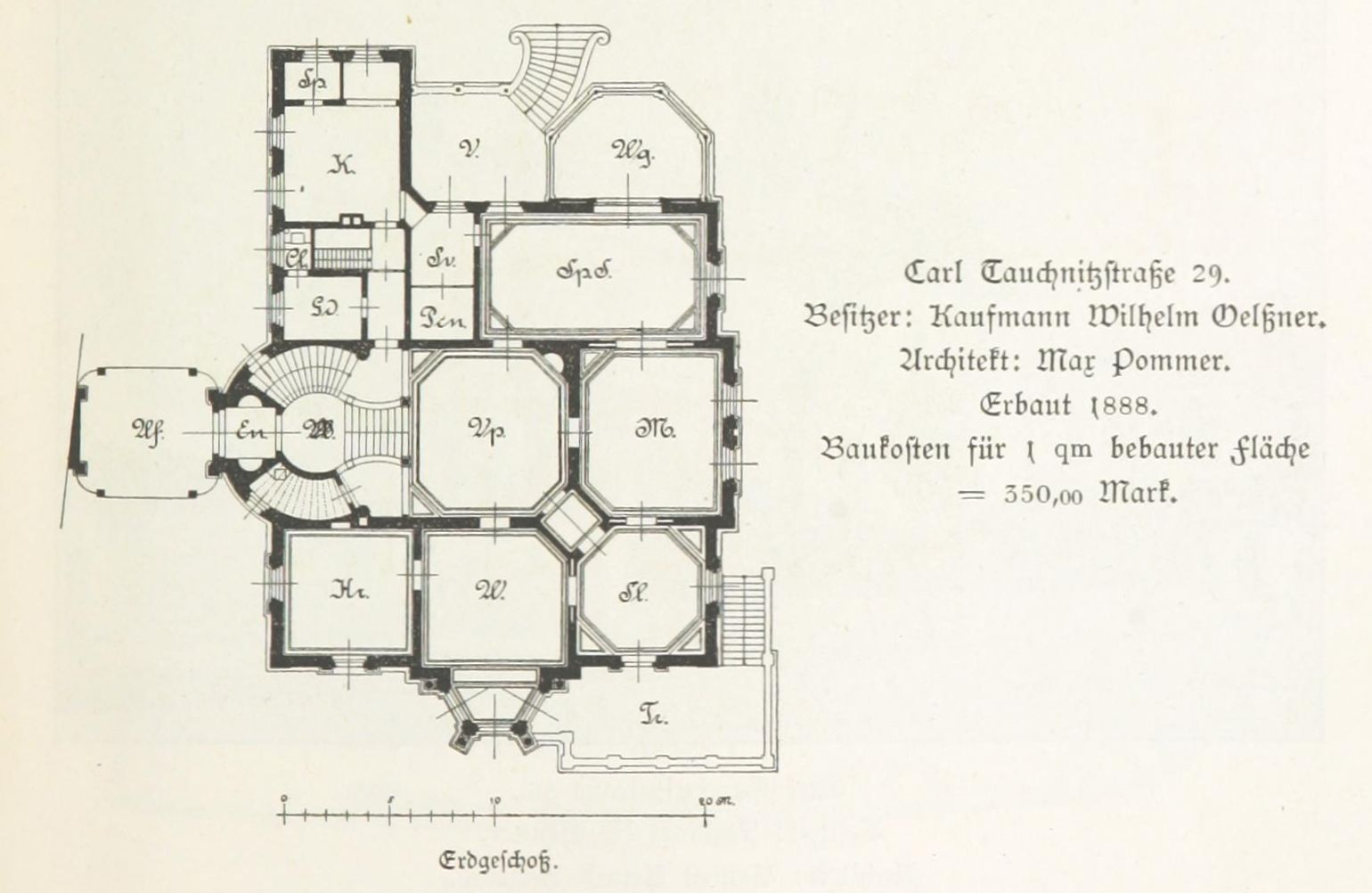
Grundriss der Villa Oelßner (1888)

Die Villa wurde 1888 von Max Pommer (1847–1915) 1888 für den Großkaufmann und Inhaber von Oelßners Hof Wilhelm Oelßner (1842–1906) im Stil der Neorenaissance errichtet und stand an der Karl-Tauchnitz-Straße 13. Nach alter Zählung hatte die Villa, die nach neuer Zählung Karl-Tauchnitz-Straße 13 hieß, die Adresse Carl-Tauchnitz-Straße 29.
Der Garten erstreckte sich bis zur Wächterstraße. Auf dem Grundstück befand sich ein Stallgebäude (Remise), welches durch die Toreinfahrt (vgl. Bild oben) teilweise erkennbar ist.
Das Areal der ehemaligen Villa und deren Garten wurde mit benachbarten Grundstücken von fünf kriegszerstörten Villen (Villa Gruner, Villa Girbardt, Villa Wölker, Villa Hermann Beckmann und Villa Carl Beckmann) zwischen Ferdinand-Rhode-Straße und Beethovenstraße zusammengelegt, worauf 1970 die drei 16-geschossigen Punkthochhäuser (Typ PH 16) von Walter Havliczek errichtet wurden. Im Volksmund „die drei Gleichen“ genannt.